# كودي مايلز
كودي مايلز (بالإنجليزية: Cody Miles)‏ هو رابر أمريكي، ولد في 5 أبريل 1991 في أوستن في الولايات المتحدة.

## وصلات خارجية
- الموقع الرسمي